# Antonio María de Bucareli y Ursúa

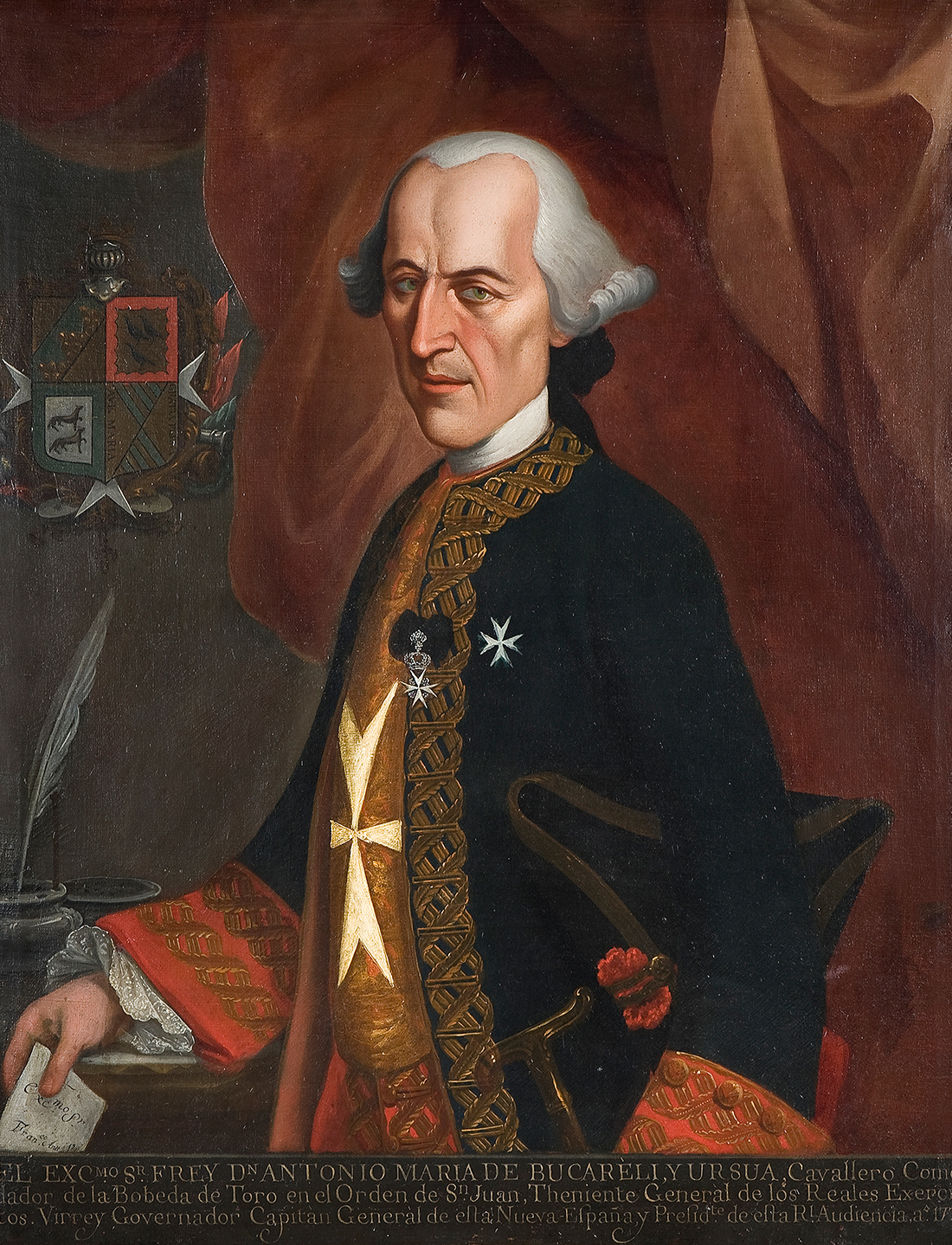
Antonio María de Bucareli y Ursúa

Antonio María de Bucareli y Ursúa (* 24. Januar 1717 in Sevilla, Spanien; † 9. April 1779 in Mexiko-Stadt) war ein spanischer Offizier und Kolonialverwalter, der als Gouverneur von Kuba und Vizekönig von Neuspanien amtierte.

## Leben

### Herkunft und Familie
Antonio de Bucareli entstammte einer adligen Familie aus Sevilla, die italienische Wurzeln hatte. Sein Vater war Luis Bucareli, seine Mutter Ana María de Ursúa Lasso de la Vega, Gräfin von Gerena. Antonio hatte vierzehn Geschwister, davon zehn Brüder.
Bereits im Alter von vier Jahren wurde er dem militärischen Arm des Malteserordens zur Ausbildung übergeben. Mit fünfzehn trat er als Kadett in den Dienst der spanischen Armee. Als Erwachsener leistete er die Gelübde eines Malteser-Ritters und blieb sein Leben lang ehelos.

### Karriere in Europa
Zunächst diente er in einem Kavallerieregiment in Granada. Bald aber nahm er am Kriegsgeschehen teil. Er focht in zahlreichen Schlachten des Krieges, den König Philipp V. in Italien führte, um die spanischen Besitzungen dort wiederzuerlangen. Dabei stieg Bucareli in der Hierarchie der Armee rasch empor: 1730 wurde er Leutnant, 1740 Hauptmann und 1744 Oberst. Hauptsächlich kam er im Piemont und der Lombardei zum Einsatz. Im Österreichischen Erbfolgekrieg war er an der Räumung von Nizza 1746 beteiligt.
Nach dem Aachener Frieden amtierte er zunächst als Generalinspekteur der Kavallerie- und Dragonerregimenter. Anschließend reorganisierte er den Küstenschutz von Murcia (Region) und Granada und wurde zum Oberstallmeister des Marstalls des Infanten Philipp berufen. In dieser Funktion nahm er am Feldzug in Portugal teil und war Delegierter der Spanier bei den Friedensverhandlungen mit dem Grafen von Schaumburg-Lippe.

### Amtszeit als Gouverneur von Kuba
Von 1766 an amtierte Bucareli als Gouverneur von Kuba. Seine Hauptaufgabe bestand darin, die militärische Verteidigung der strategisch wichtigen Insel zu verbessern, die 1762 im Siebenjährigen Krieg nach geringer Gegenwehr rasch von den Engländern eingenommen hatte werden können.
Unter seiner Herrschaft wurden die Befestigungsanlagen von Morro, Atarés und San Carlos de la Cabaña fertiggestellt, die sein Vorgänger, der Herzog von Ricla, begonnen hatte.
Bucareli erwies sich als geschickter Gouverneur, der die umfassenden Reformen in der Kolonialverwaltung, die König Karl III. angeordnet hatte, mit Umsicht und Bedacht umsetzte. Im Juni 1771 erhielt er den Brief des Indienrates, dass er als Nachfolger von Carlos Francisco de Croix zum neuen Vizekönig von Neuspanien ernannt worden war.

### Amtszeit als Vizekönig von Neuspanien
Ende August 1771 ging er in Veracruz an Land, erreichte Mexiko-Stadt Ende September und übernahm die Amtsgeschäfte von seinem Vorgänger. Ende Oktober hielt er seinen feierlichen Einzug in der Hauptstadt.
Nach den energischen Reformen seiner Vorgänger und des Visitadors José de Gálvez y Gallardo (der 1772 nach Europa zurückkehrte) stieß die bedachtsame Art des Vizekönigs Bucareli auf viel Zustimmung in der Bevölkerung. Die Neuordnung des Vizekönigreiches in Intendencias nach französischem Vorbild setzte er nur widerstrebend um, während er andere Teile der Bourbonischen Reformen im Kolonialreich unterstützte.
Sein wesentliches Interesse galt aber den Finanzen. Hier tat er alles, um den Staatsbankrott zu vermeiden; er kürzte Kosten, wo es ging, und er schaffte es zum Ende seiner Amtszeit einen Überschuss von zwei Millionen Pesos zu erwirtschaften, ohne neue Steuern und Abgaben zu verlangen. Er führte einige der Neuerungen seiner Vorgänger weiter, etwa das königliche Tabakmonopol.
In anderen Bereichen ging er eigene Wege. So schuf er eine eigene Gerichtsbarkeit für den Bergbau. Auch gestattete er 1774 den Minenarbeitern sich in gewerkschaftsähnlichen Interessengemeinschaften zusammenzuschließen. Alexander von Humboldt, der bei seinem Besuch 1803 die Ergebnisse dieser Reformen kennenlernte, äußerte sich in seinem Werk über Mexiko sehr lobend über die Arbeitsbedingungen in den mexikanischen Minen.
Die wirtschaftliche Lage der Kolonie verbesserte sich, als 1774 die spanische Regierung erstmals den direkten Warenhandel zwischen den Kolonien Neuspanien, Peru und Neugranada gestattete.
Außenpolitisch blieb Bucarelis Amtszeit durch eine Phase des Friedens begünstigt. Dennoch ließ der Vizekönig Befestigungen in Veracruz, dem Hafen Richtung Europa, ausbauen und das Fort des Pazifikhafens Acapulco erneuern, das von einem Erdbeben zerstört war.
Die Veteranenregimenter aus Flandern und Savoyen sowie das Asturische Regiment kehrten 1776 nach Europa zurück. Als Ausgleich ließ der Vizekönig drei stehende Kompanien aufstellen: eines in Acapulco, eines in Ciudad del Carmen und eines in San Blas (Nayarit). Den Personalmangel glich er aus, indem er die Armee für Mischlinge und Indigene öffnete und die Reihen mit Begnadigten aus Europa auffüllen ließ.
Mit Unterstützung eines Komitees aus Experten suchte er nach Wegen, die großen unsicheren Provinzen im Norden zu befrieden. Dieses Unterfangen endete, als der Hof 1776 die Gobernación y Comandancía General de las Provincias Internas als Verwaltungseinheit schuf, welche die Provinzen Sinaloa und Sonora, Kalifornien und Nueva Vizcaya umfasste. Ihr waren neue Gouvernements in New Mexico, Texas und Coahuila unterstellt. Militärgouverneur für all diese neuen Gebiete wurde Theodor de Croix, der Neffe des vorigen Vizekönigs. Das Verhältnis zwischen Theodor Croix und Bucareli war angespannt, da Croix ständig nach Truppen und Geldmitteln rief.
Die Evangelisierung Kaliforniens hatte zu Kompetenzstreitigkeiten zwischen den Orden der Franziskaner und der Dominikaner geführt, bei dem Bucareli schlichtete. In Kalifornien wurden während Bucarelis Amtszeit zahlreiche Siedlungen errichtet, die den ersten Forschungsreisen unter José de Gálvez folgten – darunter auch San Francisco. 1774 entsandte er zwei weitere Expeditionen, welche die Pazifikküste nach Nordwesten weiter erforschen sollten. Juan José Pérez Hernández erreichte Haida Gwaii und den Nootka-Sund, eine zweite Expedition unter Bruno de Heceta gelangte bis zum heutigen Sitka in Alaska.
Auf dem Feld der Wirtschaftspolitik untersagte er die Einfuhr fremder Waren und reduzierte die umlaufende Geldmenge, da er nur noch Münzen mit dem Konterfei Karls III. als Zahlungsmittel zuließ. Er ließ ein Pfandhaus einrichten, das insbesondere der armen Bevölkerung zugutekommen sollte. In seiner Amtszeit wurde das Armenhospiz von Mexiko eingerichtet und mehrere Krankenhäuser erweitert.
In Mexiko-Stadt ließ er den Park der Alameda Central verschönern und die Paseos Bucareli errichten. Auf Drängen einer Volksinitiative verlieh ihm die Real Audiencia von Mexico (der er selbst nach Inkrafttreten der bourbonischen Reformen nicht mehr vorsaß) den Ehrentitel: Vater des Volkes (spanisch: padre del pueblo).
Antonio Bucareli starb überraschend im Amt im April 1779 an einer Rippenfellentzündung. Als Erben hatte der ehe- und kinderlose Bucareli seinen Bruder José, Markgraf von Vallehermoso, bestimmt. Die Regierungsgeschäfte in Neuspanien führte zunächst die Audiencia unter dem Regenten Francisco Romá y Rosell, bis der Nachfolger Martín de Mayorga in Mexiko eintraf.